# Куртуково
Куртуко́во (рос. Куртуково) — село у складі Новокузнецького району Кемеровської області, Росія. Входить до складу Сосновського сільського поселення.

## Населення
Населення — 1067 осіб (2010; 932 у 2002).
Національний склад (станом на 2002 рік):
- росіяни — 96 %